# Liriomyza togata
Liriomyza togata este o specie de muște din genul Liriomyza, familia Agromyzidae. A fost descrisă pentru prima dată de Axel Leonard Melander în anul 1913. Conform Catalogue of Life specia Liriomyza togata nu are subspecii cunoscute.